# 779
Cette page concerne l'année 779  du calendrier julien.
L'année 779 est une année commune qui commence un vendredi.

## Événements
- Mars : promulgation du premier  capitulaire de Herstal[1].
  - Généralisation de la dîme dans le royaume franc, impôt perçu par l'Église.
  - Charlemagne interdit de faire du mal à quiconque voyage dans son royaume.
  - À leur première interpellation, les voleurs auront un œil crevé et à leur deuxième le nez coupé ; enfin à la troisième, s’ils ne peuvent payer un dédommagement suffisant à la partie lésée, ils seraient mis à mort. Par contre, les meurtriers peuvent s’en tirer généralement en payant un dédommagement.
  - Interdiction du commerce des esclaves, dont le centre en Occident était Verdun. Ce commerce, très lucratif, continue néanmoins.
  - Établissement de l'aumône publique pour enrayer la disette due à une grande sècheresse.
  - Apparition des missi dominici, envoyés spéciaux de Charlemagne circulant par deux (en général un comte et un évêque). Ils sont chargés d’enquêter sur les abus, proposent des sanctions, président le tribunal, etc. Ils doivent présenter un rapport écrit de leur mission à leur retour au palais.
  - Institution de deux plaids généraux annuels réunis en mars et à l'automne.
  - Réorganisation administrative de l'Italie et de l'Aquitaine, qui sont érigées en royaumes destinés aux plus jeunes fils de Charlemagne, Pépin et Louis.
- Promulgation du capitulaire de Herstal II aussi nommé Capitulare episcoporum.

- Mai : Charlemagne tient son champ de mai à Düren. Il part en campagne contre le Saxon Widukind[1]. Après sa victoire à Bocholt, il soumet la Westphalie jusqu'à la Weser puis hiverne à Worms[2].
- 12 juin : début du règne de Dezong, empereur de Chine (fin le 25 février 805)[3].

- Le roi du Tibet Trisong Detsen qui décrète le bouddhisme religion d’État. Fondation du premier monastère bouddhiste tibétain à Samye construit par le maître bouddhiste indien Padmasambhava sur le modèle de celui d’Otânpurî au Bengale[4].
- Cynewulf de Wessex est défait par le roi de Mercie Offa à la bataille de Bensington[5].
- Nebridius fonde l'abbaye de Lagrasse en Languedoc[6].
- Un diplôme de Charlemagne mentionne les cinq grands bureaux de douane de son royaume, situés sur les cinq principales voies d'entrée dans le nord de la Gaule : Rouen, Amiens, Quentovic, Maastricht et Dorestad[7].

## Naissances en 779
- Yuan Zhen, écrivain chinois
- Agobard (saint, 779-840), évêque de Lyon

## Décès en 779
- 10 juin[8] : Daizong, empereur de Chine (726–779), 8e empereur de la dynastie Tang.
- 25 février : Walburge, sainte d'origine saxonne, à l'abbaye de Heidenheim.
- 17 décembre : Sturmius, missionnaire, à Fulda.